# アイナロ県
アイナロ県（テトゥン語：Ainaru、葡: Ainaro）は、東ティモールに13ある県のひとつ。同国の南東部に位置する。797 km2に、2008年の推計で6万2407人が暮らす。県都は山岳地帯の小さな町、アイナロ。
ポルトガル領ティモール時代から同様の組織があったが、1975年にインドネシアが占領するとトゥリスカイ地区はアイナロ県からマヌファヒ県に、代わりにハトゥ・ウド地区はマヌファヒ県からアイナロ県に移管された。マペ＝ズマライ地区は2003年にコヴァ・リマ県に編入された。
北でアイレウ県と、南でマヌファヒ県と、南西でコヴァ・リマ県と、西でボボナロ県と、そして北西ではエルメラ県とそれぞれ接する。アイナロ、ハトゥ・ウド、ハトゥ・ビリコ、マウビセの四地区で構成される。
アイナロ県は水資源と肥沃な土地があり、農業に向いている。ティモール海との海岸線も有しているが、一方でエルメラ県との境には国内最高峰のタタマイラウ山（2960m）がそびえる。インドネシア占領時代は、この山岳地帯にゲリラ兵がひそんでいた。そのゲリラ兵の指導者で現大統領のシャナナ・グスマンもアイナロ県に潜伏していた。
東ティモールの公用語はテトゥン語とポルトガル語だが、アイナロ県の人々は加えてマレー・ポリネシア語派のマンバイ語も喋る。県内ではカトリック信者、プロテスタント信者、それにムスリムが並んで暮らしている。

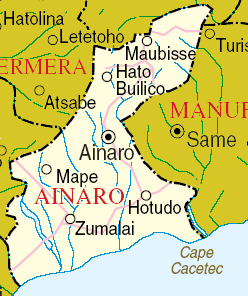
2003年以前の境界線
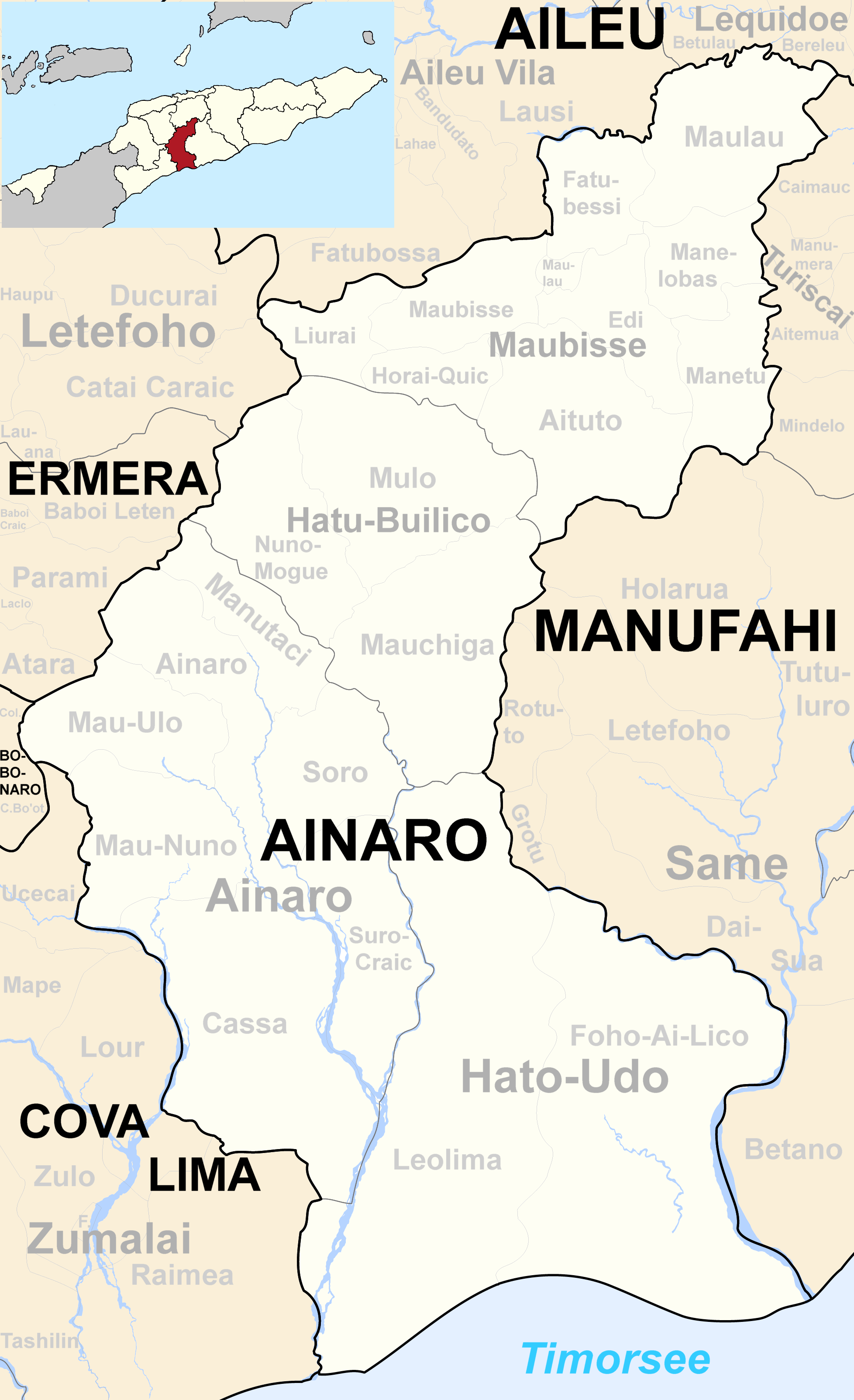
2003年以降の境界線
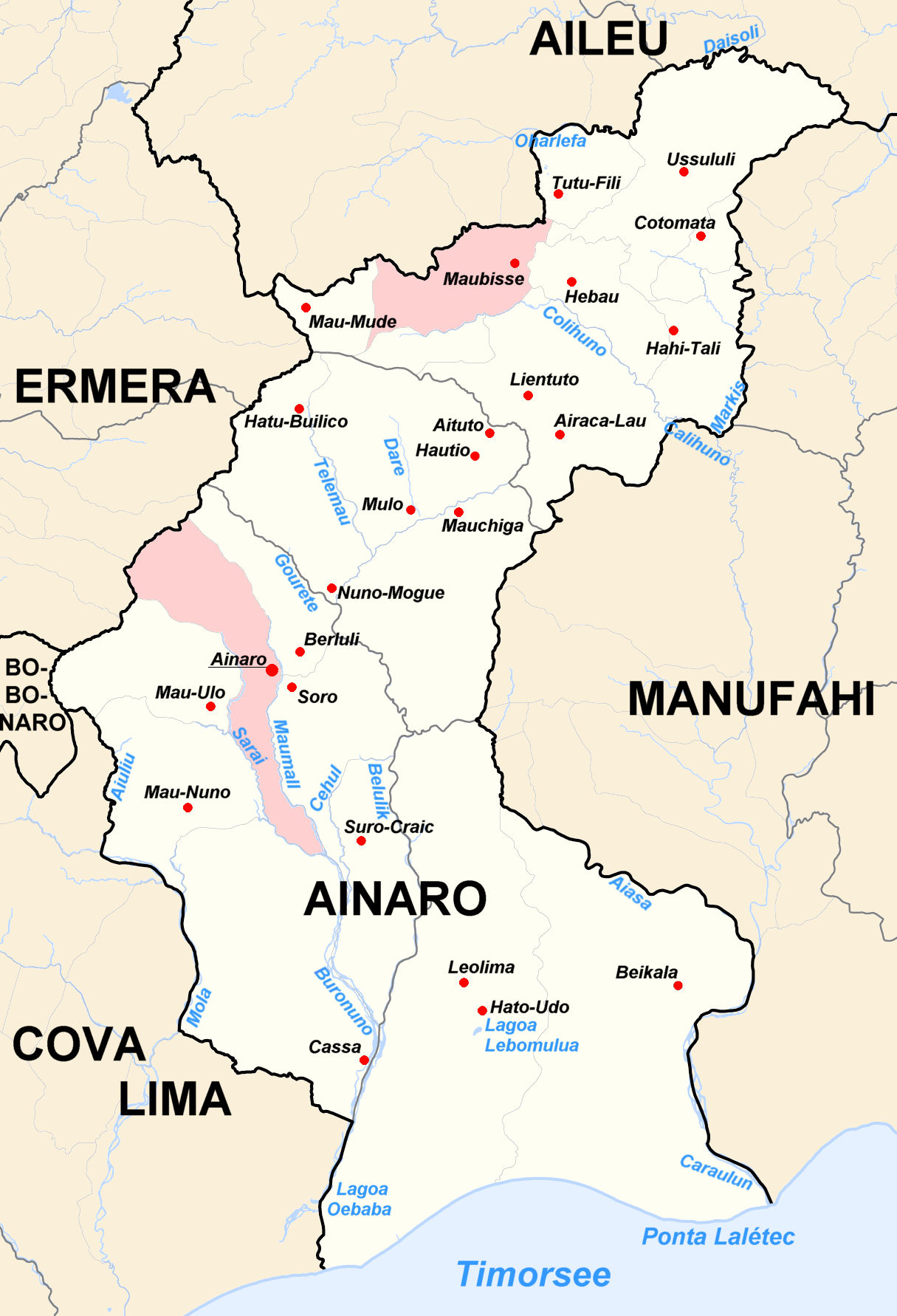
県内の都市と河川